# ماريو دي سوزا موتا
ماريو دي سوزا موتا (بالإسبانية: Mario de Souza Mota)‏ هو لاعب كرة قدم مكسيكي وبرازيلي في مركز الهجوم، ولد في 8 أغسطس 1958 في ساو باولو في البرازيل. لعب مع نادي مونتيري.